# Фрикционно-маятниковая опора
Фрикционно-маятниковая опора (Friction Pendulum Bearing) — это сейсмическая изоляция, являющаяся инструментом вибрационного контроля в сейсмостойком строительстве, который может улучшить работу зданий и сооружений под сейсмической нагрузкой.
Основные элементы фрикционно-маятниковой опоры (ФМО):
- сферически вогнутая поверхность скольжения;
- сферический ползунок;
- ограничительный цилиндр.